# Auguste Boullier
Pour les articles homonymes, voir Boullier.
Auguste Boullier de son vrai nom Étienne-Jacques Auguste Boullier, né le 21 février 1832 à Roanne (Loire) et décédé le 30 avril 1898 dans la même ville, est un homme politique français.

## Biographie
Il est le fils unique de Charles Boullier, négociant en fers, président de la Chambre de Commerce de Roanne, maire de Roanne de 1860 à 1870 et conseiller général du canton de Roanne de 1867 à 1871. 
Il vit dans un hôtel particulier du XVIIIe siècle de la famille du Bessy de Contenson, au 25, rue Jean-Jaurès à Roanne.
Auguste, après avoir étudié à Roanne, va à Paris pour étudier le droit ; mais bientôt il doit renoncer car la faiblesse de sa santé nécessite beaucoup de repos et un climat doux. Aussi, dans la période 1855-1859, il voyage en Italie et surtout en Vénétie, peut-être pour les traitements de spa. Il nourrit également une passion pour la Sardaigne où il passe rapidement en 1857 à son retour de Constantinople et séjourne plus longuement en 1862-1863. Il multiplie les cures thermales, se partageant entre Aix-les-Bains (1859), Barèges (1860, 1863, 1864, 1865), Ischia (1866) et Wildbad (1869). Grâce à ses moyens financiers, il peut se consacrer à sa passion : l'étude, les voyages et la collecte de livres.
S'opposant aux Républicains roannais, Auguste Boullier est élu le 8 février 1871, représentant de la Loire à l'Assemblée nationale, le 6e sur 11, avec 48 629 voix (69 275 votants, 143 320 inscrits). Royaliste comme son père, il siège à droite.
Auguste Boullier échoue aux élections législatives du 20 février 1876, dans la 2e circonscription de Roanne, avec 5 824 voix contre 10 680 accordées à l'élu républicain, Étienne Brossard.
Il se présente encore, sans succès, le 14 octobre 1877, et n'obtient que 6 737 voix contre 10 358 données au député sortant.
Érudit italophile, il lègue à sa ville sa bibliothèque, composée de plus de 7000 volumes, riche d'un important fonds d'ouvrages imprimés du XVIe siècle, qui constitue actuellement le fonds italien de la Bibliothèque Municipale de Roanne, devenue la Médiathèque de Roannais Agglomération - Roanne.

## Mandats

### Mandat parlementaire
- 8 février 1871 - 7 mars 1876 : Député de la Loire

## Publications
- Essai sur l'histoire de la civilisation en Italie, Paris, 1861
- Essai sur le dialecte et les chants populaires de la Sardaigne, Paris 1864
- L’île de Sardaigne. Dialecte et chants populaires, Paris 1865
- L'île de Sardaigne : Description, histoire, statistique, mœurs, état social, Paris, 1865
- Études de politique et d'histoire étrangères , Paris, 1870
- L'art vénitien : architecture, sculpture, peinture, 1870

## Sources
- « Auguste Boullier », dans Adolphe Robert et Gaston Cougny, Dictionnaire des parlementaires français, Edgar Bourloton, 1889-1891 [détail de l’édition]
- P. Vaucelles, « Boullier Étienne-Jacques Auguste », notice dans Dictionnaire de biographie française, Vl, p. 1368.